# Mạng nội bộ quốc gia
Mạng nội bộ quốc gia là mạng lưới thuộc nền tảng đóng dựa trên giao thức Internet được duy trì bởi một quốc gia nhằm thay cho Internet toàn cầu, với mục đích kiểm soát và giám sát thông tin liên lạc của cư dân, cũng như hạn chế quyền truy cập của họ với các phương tiện truyền thông bên ngoài. Mạng nội bộ quốc gia cũng có các tên gọi khác, chẳng hạn như thuật ngữ "internet halal" ở các nước Hồi giáo.
Các mạng như vậy thường đi kèm với quyền truy cập vào các phương tiện truyền thông do nhà nước kiểm soát và các lựa chọn thay thế quốc gia cho các dịch vụ Internet do nước ngoài điều hành: công cụ tìm kiếm, email dựa trên web, v.v...
Mạng Kwangmyong của Bắc Triều Tiên có từ năm 2000, là mạng nổi tiếng nhất của loại mạng này. Cuba và Myanmar cũng sử dụng một hệ thống mạng tương tự được tách biệt với phần còn lại của mạng toàn cầu Internet.
Vào tháng 4 năm 2011, một quan chức cấp cao của Iran, Ali Agha-Mohammadi thông báo chính phủ có kế hoạch triển khai "mạng Halal" của riêng mình, tuân theo các giá trị Hồi giáo và cung cấp các dịch vụ "thích hợp". Việc tạo ra một mạng lưới như vậy, tương tự như ví dụ của Triều Tiên, sẽ ngăn chặn thông tin không mong muốn từ bên ngoài Iran xâm nhập vào hệ thống mạng khép kín của nước này. Nền tảng đóng của Iran sẽ có những dịch vụ như: email, công cụ tìm kiếm được bản địa hóa riêng.
Một cái nhìn sâu sắc xuất phát từ nghiên cứu có liên quan đến sự ổn định của Internet Trung Quốc: Internet ở Trung Quốc là một loại nền tảng đóng, về mặt cấu trúc nhưng đồng thời phụ thuộc vào Tây Âu và Hoa Kỳ để kết nối với nước ngoài. Nói một cách rõ ràng, về khả năng phục hồi, Trung Quốc có thể rút khỏi mạng Internet công cộng toàn cầu một cách hiệu quả và duy trì kết nối trong nước (về cơ bản là có mạng nội bộ cho quốc gia). Điều này có nghĩa là phần còn lại của thế giới có thể bị hạn chế kết nối với Trung Quốc và ngược lại đối với các kết nối bên ngoài đối với các doanh nghiệp/người dùng Trung Quốc.

## Danh sách các mạng nội bộ quốc gia
- Kwangmyong (mạng)
- Mạng thông tin quốc gia